# Amphicoma dundai
Amphicoma dundai är en skalbaggsart som beskrevs av Nikodym 2005. Amphicoma dundai ingår i släktet Amphicoma och familjen Glaphyridae. Inga underarter finns listade i Catalogue of Life.